# Il-1RL1

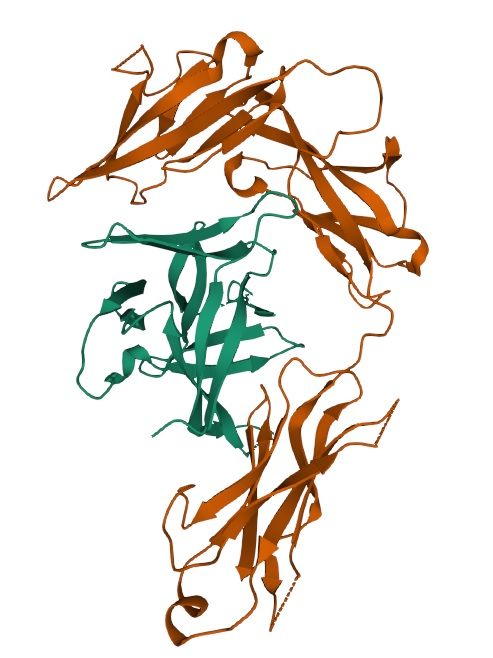
Vazba IL-33 na extarecellulární imunoglobulinové domény ST2 receptoru.

Interleukin 1 receptor-like 1, známý také jako IL1RL1 a ST2 je receptor rozpoznávající interleukin 33 (IL-33).

## Molekulární biologie
Gen Il1rl1 je lokalizován na dlouhém raménku chromosomu 2 (2q12) a je 40 536 bází dlouhý. Membránově vázaná forma proteinu je 556 aminokyselin dlouhá.  IL1RL1 patří do rodiny Toll-like recetorů (TLR) na základě využívání cytoplazmatické TIR domény pro přenos signálu podobnou cestou jako TLRs – aktivace NFκB, MAP kinázy. Extracelulární část receptoru je tvořena imunoglobulinovými doménami. U ST2 je prokázána interakce s MyD88, IRAK1, IRAK4 a TRAF6. Budou ale existovat i jiné dráhy vedoucí k ovlivnění exprese efektorových genů, jelikož myši deficientní v TRAF6 jsou schopny reagovat na IL-33 signalizaci zvýšením exprese ST2 jako v přítomnosti TRAF6. ST2 je velmi důležitý pro správný vývoj a fungování Th2 imunitní odpovědi.

## Funkce
ST2 se vyskytuje ve dvou isoformách. Membránově vázané sloužící k transdukci signálu po navázání IL-33 a rozpustné, které je využitelná jako biomarker srdečního selhání, během kterého je upregulována exprese ST2. IL-33 jakožto jaderný alarmin, který je konstitutivně exprimován v epiteliálních a endoteliálních buňkách je díky své lokalizaci uvolněn při poškození tkáně a buněk nekrózou, nebo mechanickou činností parazitů. Lidské keratinocyty exprimují IL-33 pouze po stimulaci IFNγ. Rozpustný ST2 je schopen vyvazovat IL-33 a regulovat tak jeho zánětlivou aktivitu. Na rozdíl od příbuzných cytokinů IL-1 není u IL-33 nutné enzymatické štěpení pro signalizační funkci.

## Regulační T lymfocyty
I přes příbuznost a podobnost IL-1 a IL-33 jsou popsány odlišné funkce obou cytokinů na fungování regulačních T lymfocytů.  Bylo ukázáno, že IL-1R deficientní regulační T lymfocyty vykazují vyšší imunosupresivní aktivitu a stabilnější expresi FoxP3 a tedy i regulační fenotyp. Transkripční faktor FoxP3 je nezbytný pro regulační funkce především díky genovému umlčování.
U regulačních T lymfocytů byla popsána vzájemná exprese ST2 a Th2 specifického transkripčního faktoru GATA3. Obě molekuly se v regulačních T lymfocytech vyskytují společně. Ukázalo se, že GATA3 je zodpovědný za vazbu na enhancerový element FoxP3 a zvýšení jeho exprese. FoxP3 poté pozitivně ovlivňuje expresi ST2. Odlišný cytokin IL-23, jehož stimulace vede k aktivaci STAT3 a vývoji Th17 imunitní odpovědi má negativní vliv na aktivitu a protizánětlivý fenotyp T regulačních lymfocytů spojený s downregulací ST2 a FoxP3 exprese. Avšak v přítomnosti GATA3 má STAT3 odlišné preference v regulaci genové exprese a pomáhá tak udržet imunosupresivní fenotyp T regulačních lymfocytů. Tato zjištění o signalizačních drahách založených na interakci ST2 a IL-33 podporují hypotézu o významu antagonistických funkcí IL-23 a IL-33 na udržení střevní a slizniční homeostázy.
Regulační T lymfocyty také produkují po stimulaci přes transmembránový ST2 receptor rozpustnou formu bez transmembránové a cytoplasmatické domény TIR. Tato rozpustná forma ST2 slouží jako neutralizační molekula IL-33, který poté není schopen podporovat rozvoj imunitní odpovědi prozánětlivými Th2 a Th17 lymfocyty, které také exprimují membránově vázané ST2 receptory.

## Rakovina
Je velmi dobře známo, že vysoký výskyt T regulačních lymfocytů v nádorech není dobrou prognózou pro onkologické pacienty. Bylo pozorováno, že deplece ST-2 nebo IL-33 v nádorech tlustého střeva způsobuje rozvoj Th1 imunitní odpovědi a zvyšuje aktivitu i počty CD8+ cytotoxických T lymfocytů důležitých pro odstranění a léčbu nádorů.